# Менк, Владимир Карлович
Владимир Карлович Менк (1856—1920) — русский художник-пейзажист и график, педагог.

## Биография
Родился в 1856 году в купеческой семье в Архангельске.
В 1876—1878 годах учился в рисовальной школе ТПХ в Санкт-Петербурге, которую окончил с серебряной медалью. В 1878—1881 годах был вольнослушателем в Петербургской Академии художеств. Брал уроки у И. Шишкина и И. Крамского.
В 1879 году Менк был награждён большой серебряной медалью. В 1880 году за картину «Утро на болоте» получил вторую премию ТПХ (позднее эту работу приобрёл П. Третьяков).
С 1880 года экспонировался на выставках ТПХ, ТПХВ (1882—1911, с перерывами), МОЛХ (1894—1910, с перерывами), ИАХ (1896, 1898), а также международных выставках в Берлине (1902), Лондоне (1911), Венеции (1914).
С 1886 года жил в Киеве. Путешествовал по Крыму и Кавказу. Совершил поездки в Австрию, Германию, Италию. Участвовал в Киеве в росписях Владимирского собора.
С 1892 года преподавал в Фундуклеевской гимназии, в 1896—1920 годах — в Киевской рисовальной школе Н. Мурашко. Среди учеников — А. Экстер, А. Богомазов, Г. Беседин, Ф. Коновалюк и другие. Менк выступил одним из инициаторов создания Киевского художественного училища.
Умер в 1920 году в Киеве.

## Семья
Жена — Анна Ивановна Менк (в девичестве Кржечковская).
- Дочь — Мария Владимировна Менк-Статкевич (1892—?), художница[4].

## Труды
Работы художника хранятся во многих музейных собраниях, в том числе в Государственной Третьяковской галерее и Одесском художественном музее.